# Ocnogyna afghanicola
Ocnogyna afghanicola là một loài bướm đêm thuộc phân họ Arctiinae, họ Erebidae.